# John Hardon
John Hardon SJ (ur. 18 czerwca 1914 w Midland, zm. 30 grudnia 2000 w Clarkson) – Sługa Boży Kościoła katolickiego, duchowny zakonnik.

## Życiorys
John Hardon urodził się bardzo religijnej rodzinie. Otrzymał tytuł licencjata na uniwersytecie John Carroll, a także uzyskał tytuł magistra filozofii na uniwersytecie Loyola w Chicago, po czym studiował teologię w West Baden College i otrzymał święcenia kapłańskie 18 czerwca 1947 roku w dniu 33 urodzin. Otrzymał tytuł doktora teologii na Papieskim Uniwersytecie Gregoriańskim w Rzymie. Był autorem wielu książek o religii i teologii.
Zmarł po ciężkiej chorobie w opinii świętości. Trwa jego proces beatyfikacyjny.